# Martina Caregaro
Martina Caregaro (* 19. Mai 1992 in Aosta) ist eine italienische Tennisspielerin.

## Karriere
Caregaro, die laut ITF-Profil am liebsten auf Hartplätzen spielt, begann im Alter von sieben Jahren mit dem Tennissport. Auf der ITF Women’s World Tennis Tour gewann sie bisher je neun Einzel- und neun Doppeltitel.
2016 gab sie ihr Debüt in der italienischen Fed-Cup-Mannschaft, wobei sie ihr bislang einziges Spiel verlor.

## Turniersiege

### Einzel
| Nr. | Datum              | Turnier   | Kategorie   | Belag     | Finalgegnerin               | Ergebnis      |
| --- | ------------------ | --------- | ----------- | --------- | --------------------------- | ------------- |
| 1.  | 27. März 2010      | Pomezia   | ITF $10.000 | Sand      | Eloisa Compostizo de Andrés | 6:1, 6:1      |
| 2.  | 2. Oktober 2010    | Ciampino  | ITF $10.000 | Sand      | Diana Enache                | 6:3, 6:3      |
| 3.  | 29. Oktober 2011   | Dubrovnik | ITF $10.000 | Sand      | Wiktorija Kan               | 6:3, 6:3      |
| 4.  | 29. Juni 2013      | Rom       | ITF $10.000 | Sand      | Jasmine Paolini             | 6:2, 6:3      |
| 5.  | 3. August 2013     | Rovereto  | ITF $15.000 | Sand      | Sofija Kowalez              | 7:66, 6:3     |
| 6.  | 2. November 2014   | Pula      | ITF $10.000 | Sand      | Stefania Rubini             | 6:4, 6:4      |
| 7.  | 14. Dezember 2014  | Sousse    | ITF $10.000 | Hartplatz | Tereza Malíková             | 6:4, 6:0      |
| 8.  | 10. September 2017 | Triest    | ITF $15.000 | Sand      | Federica Di Sarra           | 2:6, 6:1, 6:2 |
| 9.  | 23. Juni 2019      | Padua     | ITF $25.000 | Sand      | Paula Cristina Gonçalves    | 6:4, 6:4      |

### Doppel
| Nr. | Datum             | Turnier       | Kategorie   | Belag     | Partnerin       | Finalgegnerinnen                    | Ergebnis         |
| --- | ----------------- | ------------- | ----------- | --------- | --------------- | ----------------------------------- | ---------------- |
| 1.  | 9. Februar 2013   | Antalya       | ITF $10.000 | Sand      | Giulia Bruzzone | Ana Bogdan Teodora Mirčić           | 6:3, 1:6, [10:6] |
| 2.  | 10. Mai 2013      | Pula          | ITF $10.000 | Sand      | Anna Floris     | Annalisa Bona Lisa Sabino           | 6:2, 6:3         |
| 3.  | 17. Mai 2013      | Pula          | ITF $10.000 | Sand      | Anna Floris     | Erin Routliffe Carol Zhao           | 6:2, 5:7, [10:7] |
| 4.  | 1. August 2013    | Rovereto      | ITF $15.000 | Sand      | Anna Floris     | Olha Jantschuk Chantal Škamlová     | 3:6, 6:4, [10:6] |
| 5.  | 15. März 2014     | Pula          | ITF $10.000 | Sand      | Anna Floris     | Kim-Alice Grajdek Maša Zec Peškirič | 6:3, 5:7, [10:8] |
| 6.  | 21. Juni 2014     | Civitavecchia | ITF $10.000 | Sand      | Anna Floris     | Alexa Guarachi Sally Peers          | 6:4, 6:4         |
| 7.  | 9. November 2014  | Pula          | ITF $10.000 | Sand      | Georgia Brescia | Lisa Sabino Anne Schäfer            | 3:6, 6:4, [10:6] |
| 8.  | 29. November 2014 | Sousse        | ITF $10.000 | Hartplatz | Alice Balducci  | Barbara Bonić Oleksandra Korashvili | 7:62, 6:4        |
| 9.  | 8. September 2017 | Triest        | ITF $15.000 | Sand      | Paula Ormaechea | Alice Balducci Camilla Scala        | 5:7, 7:5, [10:1] |